# Ribeirão Pindauva
Der Ribeirão Pindauva (frühere Schreibweise: Arroio da Pindaúba) ist ein etwa 60 km langer linker Nebenfluss des Rio Ivaí im Inneren des brasilianischen Bundesstaats Paraná.

## Etymologie

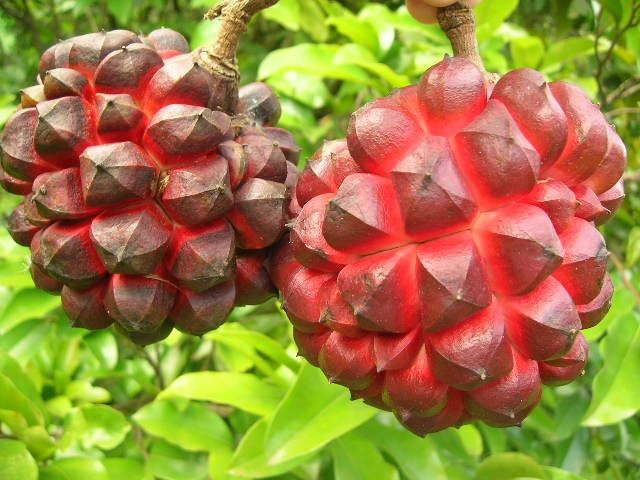
Reife Pindauva-Frucht

Der Fluss trägt den Namen des Obstbaums Pindauva Roxa oder Duguetia lanceolata, der im Süden Brasiliens heimisch ist. Der Name kommt aus dem Tupi und bedeutet fruchttragendes Stangenholz (pinda = Stange, Latte und Yba = Frucht).

## Geografie

### Lage
Das Einzugsgebiet des Ribeirão Pindauva befindet sich südlich von Maringá und Londrina auf dem Terceiro Planalto Paranaense (Dritte oder Guarapuava-Hochebene von Paraná).

### Verlauf
Sein Quellgebiet liegt im Munizip Ivaiporã auf 695 m Meereshöhe etwa 3 km nördlich der Ortschaft Alto Porã in der Nähe der PRC-466.
Der Fluss verläuft zunächst in nördlicher Richtung, bis er nördlich des Hauptorts von Ivaiporã die Munizipgrenze zu Jardim Alegre erreicht. Dann fließt er entlang der Grenze zu Jardim Alegre in nordöstlicher Richtung, bis er den Rio Ivaí von links erreicht. Er mündet auf 405 m Höhe. Die Entfernung zwischen Ursprung und Mündung beträgt 23 km. Er ist etwa 60 km lang.

### Munizipien im Einzugsgebiet
Am Ribeirão Pindauva liegen die zwei Munizpien Ivaiporã und Jardim Alegre.